# Rejo Mulyo (Palas)
Rejo Mulyo is een bestuurslaag in het regentschap Lampung Selatan van de provincie Lampung, Indonesië. Rejo Mulyo telt 2347 inwoners (volkstelling 2010).